# 若利韦
若利韦（法語：Jolivet，法語發音：[ʒɔlivɛ]）是法国默尔特-摩泽尔省的一个市镇，属于吕内维尔区。

## 地理
若利韦（48°36'20"N, 6°30'26"E）面积7.2 平方千米，位于法国大東部大區默尔特-摩泽尔省，该省份为法国东北部内陆省份，是洛林的一部分，北邻比利时、卢森堡，北起顺时针与摩泽尔省、下莱茵省、孚日省和默兹省接壤。
与若利韦接壤的市镇（或旧市镇、城区）包括：小比安维尔、邦维莱、尚特厄、克鲁瓦马尔、吕内维尔、雄维莱尔。

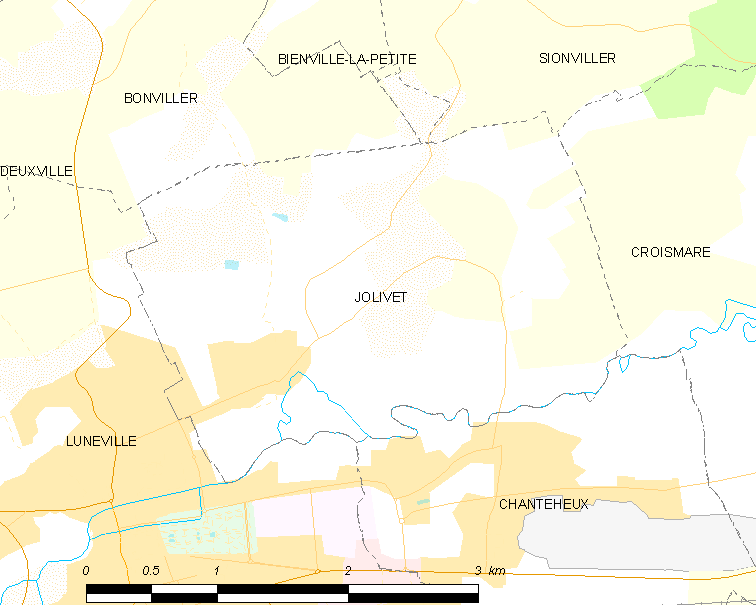
若利韦的OSM定位图

若利韦的时区为UTC+01:00、UTC+02:00（夏令时）。

## 行政
若利韦的邮政编码为54300，INSEE市镇编码为54281。

## 政治
若利韦所属的省级选区为吕内维尔第一县。

## 人口

1962-2008年间若利韦人口变化图示

若利韦于2022年1月1日时的人口数量为889人。